# Juan Ramón Moreno
Juan Ramón Moreno Pardo S.J. (Villatuerta, Navarra, 29 de agosto de 1933 - San Salvador, 16 de noviembre de 1989) fue un Sacerdote Jesuita y uno de los mártires de la UCA.

## Biografía
Nació en el Camino de Santiago. Los primeros años de su labor pastoral se desarrollaron en Managua, Nicaragua.
Desempeñó cargos de maestro de novicios jesuitas en El Salvador, profesor del seminario, catedrático de la Universidad Centroamericana "José Simeón Cañas" (UCA), espiritual de algunos seminaristas y Rector del Colegio Externado de San José.
En 1985 le fue encargado el trabajo de ayudar con la docencia de la teología en la UCA, y para organizar la biblioteca del Centro de Reflexión Teológica. Moreno Pardo reunió los mejores libros de teología y espiritualidad de las diversas residencias de los jesuitas de El Salvador, los catalogó y los ordenó minuciosamente. Por esta razón la Biblioteca de Teología de la UCA fue nombrada "Juan Ramón Moreno" en su honor.
El 16 de noviembre de 1989, fue asesinado por un pelotón del batallón Atlácatl de la Fuerza Armada de El Salvador, bajo las órdenes del coronel René Emilio Ponce, junto a Ignacio Ellacuría y otros jesuitas en su residencia ubicada en la UCA, por lo que es considerado uno de los mártires de la UCA.

## Curiosidades
Por razones desconocidas, sus asesinos arrastraron su cuerpo inerte desde el jardín hasta la habitación de Jon Sobrino S.J., en cuya entrada lo abandonaron. El movimiento hizo que de los estantes cayera un libro que quedó manchado con su sangre; el libro era “El Dios Crucificado”, del teólogo protestante Jürgen Moltmann. 

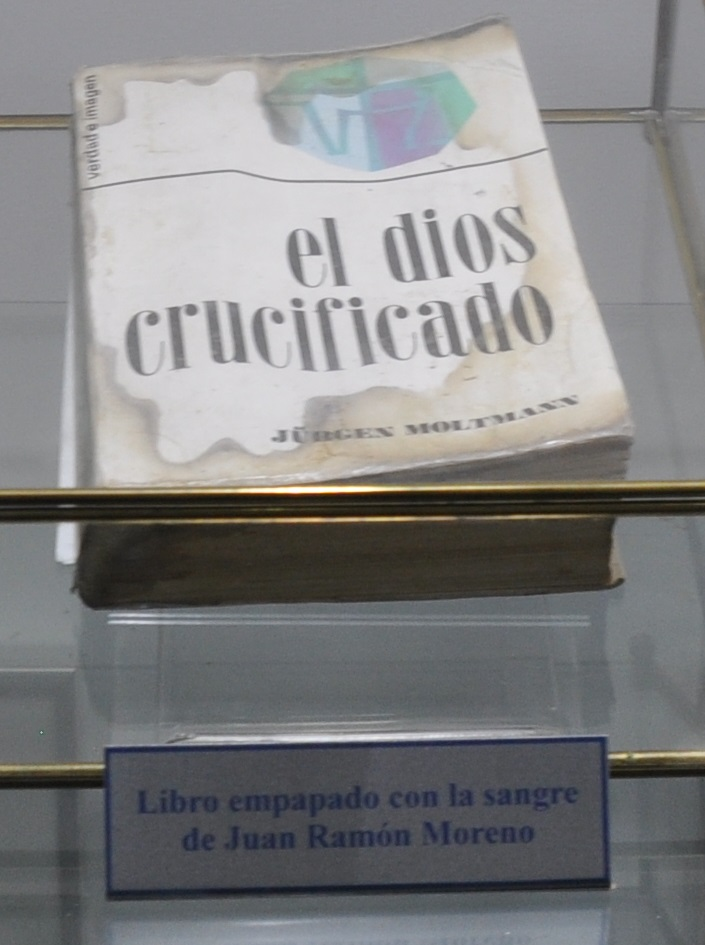
El libro El dios crucificado (1972) del teólogo protestante alemán Jürgen Moltmann empapado con la sangre del padre jesuita Juan Ramón Moreno, uno de los mártires de la UCA asesinado en El Salvador el 16 de noviembre de 1989.